# ヒメモダマ

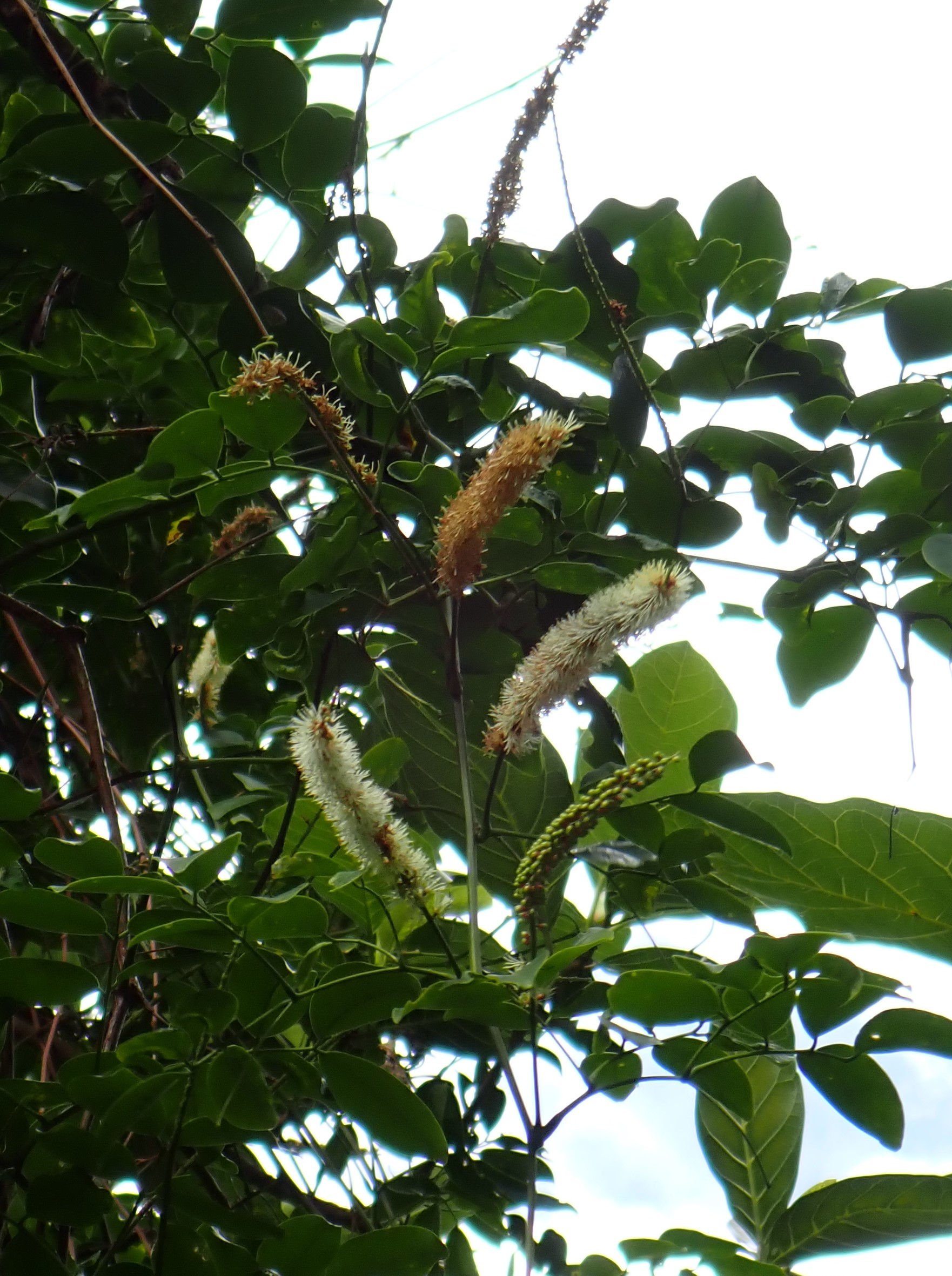
ヒメモダマの花（沖縄県石垣市桴海 おもとトンネル北側）

ヒメモダマ（姫藻玉、学名：Entada koshunensis）はマメ科モダマ属のつる性常緑樹。別名：コウシュンモダマ、方言名：ウジルカンダ、スバガーニー。環境省及び沖縄県カテゴリー 準絶滅危惧種（NT）。同属のモダマ（Entada phaseoloides）と混同されることがあるが、別種である。

## 特徴
葉は2回羽状複葉（羽片2対、小葉1–4対）が互生する。葉先の羽片はしばしば巻きひげになる。近縁種であるモダマの小葉の先端は丸いか凹むのに対し、本種の小葉は短く尖る傾向がある。 花期は初夏だが円柱状の穂状花序は目立たない。直径3.3–5.5cmの種子を含む、長さ60 cm近い豆果（節果）をぶら下げる。種子はモダマよりやや小さく、中央が盛り上がる点でもモダマと異なる。節果は成熟すると節ごとに分離落下し、種子は海流散布される。

## 分布と生育環境
沖縄島、石垣島、小浜島、西表島、与那国島。台湾南部、フィリピン、太平洋諸島、オーストラリアの熱帯～亜熱帯の海岸近くの森に分布する。

## 利用
モダマと同様に、大粒の種子はアクセサリー等の装飾品に用いられる。
樹皮はサポニンを含み、フィリピン等東南アジアではシャンプーに使われる。繊維は製紙用や漁網、綱等の製作に用いられる。種子内容物は油を多く含み、有毒のこともあるが、薬用・食用にもされるほか、油を抽出して照明に用いられる。